# 斯图尔特·米尼菲
斯图尔特·米尼菲（英語：Stuart Minifie，？—），新西兰男子田径运动员。他曾代表新西兰参加1988年夏季残疾人奥林匹克运动会田径比赛，获得男子200米1C级银牌、男子100米1C级第五名和男子400米1C级第六名。